# مارتين لوسيرو
مارتين لوسيرو (بالإسبانية: Martín Lucero)‏ هو لاعب كرة قدم أرجنتيني في مركز الوسط، ولد في 23 مايو 1990 في بوينس آيرس في الأرجنتين. لعب مع نادي بالميراس.

## وصلات خارجية
- مارتين لوسيرو على موقع قاعدة بيانات كرة القدم.إي يو (الإنجليزية)
- مارتين لوسيرو على موقع Soccerway.com (الإنجليزية)